# Mustapha Bennacer
Mustapha Bennacer (27 juli 1977) is een Algerijnse langeafstandsloper, gespecialiseerd in de halve en de hele marathon. Eénmaal nam hij deel aan de Olympische Spelen, maar behaalde hierbij geen medailles.
Zijn olympisch debuut maakte Bennacer op de Olympische Spelen van 2004 in Athene. Hij haalde de finish van de olympische marathon niet.

## Persoonlijke records
| Onderdeel      | Prestatie | Datum            | Plaats |
| -------------- | --------- | ---------------- | ------ |
| halve marathon | 1:03.26   | 1 september 2001 | Rijsel |
| marathon       | 2:12.04   | 30 mei 2004      | Ottawa |

## Palmares

### 10 km
- 2000:  Bonsecours - 29.46
- 2000:  Two River Banks in Laval - 29.15
- 2000:  Bouvignies - 31.11
- 2002: 5e Pierrefitte - 29.21
- 2002:  Gennevillers - 30.02
- 2002: 4e Parijs - 29.36
- 2002: 5e Clermond Ferrand - 29.39
- 2002: 5e Melun - 29.47
- 2002:  Classic du parc La Fontaine in Montreal - 30.44,8
- 2003: 5e Sporting Life in Toronto - 29.03,2
- 2003:  Classic du parc La Fontaine in Montreal - 29.47,9
- 2003: 4e BelAirDirect.com Zoo Run in Toronto - 30.46
- 2004:  Sporting Life in Toronto - 28.13,2
- 2006: 5e Nike Hilversum City - 29.57
- 2006:  Maltepe University International in Istanbul - 29.19
- 2006:  The Hague Royal Ten - 30.10
- 2006: 4e Rijsel - 30.23
- 2007: 4e Beaucouzé - 30.05
- 2007:  Saint Quentin - 30.53
- 2008:  Parijs - 30.28
- 2008:  Malakoff - 29.50
- 2008:  Humarathon in Vitry-sur-Seine - 30.18
- 2008:  Noisy le Grand - 31.28
- 2008:  Choisy le Roi - 29.52
- 2008:  Brie Comte Robert - 31.53
- 2009:  Courir Pour la Vie in Chalons-en-Champagne - 30.39
- 2009:  Aubergenville - 30.08
- 2009:  Bezannes - 32.24
- 2009:  Choisy le Roi - 30.51
- 2009:  Bussy Saint Georges - 31.57
- 2009: 5e Pantin - 30.25
- 2009:  Meaux - 31.15
- 2009:  Tremblay en France - 31.39
- 2009:  Bobigny - 30.04
- 2009:  Saint Quentin - 30.26
- 2010:  Malakoff - 30.02
- 2010:  Pointe a Pitre - 31.33
- 2010: 4e Val D'Europe in Magny Le Hongre - 29.45
- 2010:  Cachan - 31.52
- 2010:  Choisy Le Roi - 31.33
- 2010:  l'Hay les Roses - 33.17
- 2010:  Meaux - 31.24
- 2010:  Villejuif - 31.34
- 2010:  L'Isle Sur Adam - 32.01
- 2010:  Fontenay Sous Bois - 31.34
- 2011:  Bologne - 30.52
- 2011:  Vincennes - 31.57
- 2011:  Sucy en Brie - 34.23
- 2011:  Corrida de Thiais - 33.00
- 2012:  Course Du Muguet in Cergy Pontoise - 30.17
- 2012: 5e La Ville de Soissons - 30.46
- 2012:  Foulee Royale in Saint Germain En Laye - 30.34
- 2012:  L Equipe in Parijs - 31.44
- 2012:  La Fin d'Oisienne in Conflans Sainte Honorine - 32.02
- 2012:  Course Pedestre De Neuilly in Neuilly Sur Seine - 32.42
- 2012:  Ronde de Velizy in Velizy Villacoublay - 31.36
- 2013:  Nogent Baltard in Nogent sur Marne - 34.27
- 2013:  La Robinsonnaise in Le Plessis Robinson - 30.56
- 2013:  Ronde de Choisy in Choisy Le Roi - 32.04
- 2013:  Macadam Blesois in Blois - 31.39
- 2013:  Foulees France des Iles in Parijs - 31.59
- 2013:  La Sucycienne in Sucy en Brie - 31.54
- 2013:  Forestier in Roissy en Brie - 32.42
- 2013:  Foulées du csptt 95 in St Ouen l'Aumone - 31.38
- 2013: 4e Paris Centre Nike - 31.44
- 2013:  Les Foulees de l'Aeroport in Drancy - 30.58
- 2014:  Foulées de Malakoff - 31.21
- 2014:  Ronde de Choisy in Choisy le Roi - 31.37
- 2014: 5e Poulaines - 36.25

### 15 km
- 2000:  Frelinghien - 47.39
- 2002:  Plessis Trévisse - 47.09
- 2009:  Chatenay Malabry - 51.48
- 2010:  Charenton le Pont - 49.24
- 2011:  Garches - 50.43
- 2012:  La Foulee D Orgerus - 49.05

### 20 km
- 2011: 5e Ceret - 1:04.59
- 2012:  Paris-Saint Germain La Course in Saint-Germain-En-Laye - 1:11.35

### halve marathon
- 2000:  halve marathon van Caudebec les Elbeufs - 1:05.42
- 2001: 5e halve marathon van Lille (Rijsel) - 1:03.26
- 2001: DNF WK in Bristol
- 2003:  halve marathon van Montreal - 1:04.01
- 2003:  halve marathon van Vancouver - 1:03.14
- 2003:  halve marathon van Quebec City - 1:03.29
- 2003:  halve marathon van Toronto - 1:04.06
- 2003: 4e halve marathon van Niagara Falls - 1:05.18
- 2004:  halve marathon van Montreal - 1:04.12,1
- 2004: 5e halve marathon van Algiers - 1:08.30
- 2005:  halve marathon van Vendome - 1:07.13
- 2005:  halve marathon van Bayeux - 1:09.22
- 2006: 4e halve marathon van Trith Saint Leger - 1:04.05
- 2006:  halve marathon van Epinay sur Seine - 1:09.49
- 2006: 5e halve marathon van Marcq en Baroeul - 1:08.11
- 2007:  halve marathon van Zeralda - 1:06.50
- 2007:  halve marathon van Mamers - 1:11.30
- 2008:  halve marathon van Nogent sur Marne - 1:04.49
- 2008:  halve marathon van La Ferté sous Jouarre - 1:09.55
- 2008:  halve marathon van Fort de France - 1:09.00
- 2009:  halve marathon van Bullion - 1:10.58
- 2009: 4e halve marathon van Rouen - 1:07.47
- 2009:  halve marathon van Epinay sur Seine - 1:06.57
- 2009:  halve marathon van Le Havre - 1:06.13
- 2010:  halve marathon van Vitry-sur-Seine - 1:05.59
- 2010:  halve marathon van Rantigny - 1:08.22
- 2011:  halve marathon van Bolbec - 1:08.01
- 2013:  halve marathon van Les Sables d'Olonne - 1:07.08
- 2013:  halve marathon van Forges Les Eaux - 1:07.43

### 30 km
- 2004:  Around the Bay - 1:33.29

### marathon
- 2004:  marathon van Ottawa - 2:12.04,0
- 2004: DNF OS in Athene
- 2008: 9e marathon van Luxemburg - 2:42.23
- 2011: 14e marathon van Cannes - 2:21.46
- 2012: 5e marathon van Mont Saint Michel - 2:26.56

### veldlopen
- 2002: 59e WK in Dublin - 37.30